# Politikåret 1919

## Händelser
- 2 januari - Ett antibrittiskt uppror bryter ut på Irland.
- 4 januari - Första numret av Norrländska Socialdemokraten (eller NSD) ges ut.
- 5 januari - Spartakistupproret börjar. Sovjetrepubliken Litauen (även inkluderande Vitryssland) utropas.
- 5 januari - Tyska arbetarpartiet (från 1921 Nationalsocialistiska tyska arbetarepartiet, NSDAP) bildas.
- 16 januari - Kommunistagitatorn Rosa Luxemburg dödas av soldater från en s.k. frikår, Garde-Kavallerie-Schützendivision.
- 18 januari - Fredskonferensen i Paris inleds.
- 31 januari - I Stockholm bildas Svenska Föreningen för Nationernas Förbund.
- 12 februari - Finlands riksföreståndare, general Gustaf Mannerheim anländer på statsbesök i Sverige. Generalen mottas på Stockholms gator av ca 2 000 arbetare som demonstrerar mot "regeringens oförsynta tilltag att inbjuda arbetarbödeln".
- 13 april - 379 människor dödas och över 1 000 skadas sedan brittisk militär under general Reginald Dyer öppnat eld mot civila demonstranter i Amritsar i provinsen Punjab i nordvästra Indien. Massakern blir upptakten till den indiska ohörsamhetsrörelsen som leds av Mahatma Gandhi.
- April - Polsk-ryska kriget bryter ut.
- 23 maj – Japan erkänner Finlands självständighet.[1]
- 24 maj – I Sveriges riksdags första kammare och andra kammare antas rösträttsreformen första gången (andra gången 26 januari 1921). Reformen ger alla män och kvinnor som fyllt minst 23 år rösträtt. Den kvinnliga rösträtten träder inte i kraft förrän 1921 då den förutsätter en grundlagsändring.
- 25 maj - Lektor Ernst Wigforss lägger fram ett svenskt socialdemokratiskt handlingsprogram med omfattande sociala reformer och socialiseringar.
- 24 juni - Francesco Saverio Nitti efterträder Vittorio Emanuele Orlando som Italiens konseljpresident.[2]
- 28 juni - Versaillesfreden undertecknas, vilken officiellt avslutar första världskriget för Tysklands del.
- 27 juli - Kaarlo Juho Ståhlberg tillträder Finlands första president.[3]
- 1 augusti - Rumänska trupper ockuperar Budapest och gör därmed slut på Béla Kuns kommunistiska republik.
- 10 september - Saint-Germain-freden, där Österrike reduceras till en liten tyskspråkig stat, sluts.
- 29 september - Lagen om åtta timmars arbetsdag för industrin antas av den svenska riksdagen. Arbetsveckan blir 48 timmar.
- 1 oktober - Nöjesskatten träder i kraft i Sverige. (Avskaffas 1963).
- 21 oktober - Republiken Österrike utropas.[4]
- 27 november - Neuillyfreden där Bulgarien avträder områden till Rumänien, Jugoslavien och Grekland, sluts.

## Organisationshändelser
- Okänt datum - Johan Andersson blir partiledare för Bondeförbundet

## Födda
- 1 mars – João Goulart, Brasiliens president 1961–1964.
- 17 april – Osvaldo Dorticós Torrado, Kubas president 1959–1976.
- 24 april – Glafkos Klerides, Cyperns president 1974 och 1993–2003.
- 5 maj – Georgios Papadopoulos, Greklands president 1973.
- 30 maj – René Barrientos, Bolivias president 1964–1966 och 1966–1969.
- 12 juni – Ahmed Abdallah, Komorernas president 1975 och 1978–1989.
- 8 juli – Walter Scheel, Tysklands förbundspresident 1974–1979.
- 16 oktober – Abdirashid Sharmarke, Somalias president 1967–1969.
- 26 november – Ryszard Kaczorowski, Polens president 1989–1990.
- Okänt datum – Mohammad Siyad Barre, Somalias president 1969–1991.

## Avlidna
- 6 januari – Theodore Roosevelt, USA:s president 1901–1909.
- 16 januari – Francisco de Paula Rodrigues Alves, Brasiliens president 1902–1906.
- 9 november – Eduard Müller, Schweiz förbundspresident 1899, 1907 och 1913.

### Fotnoter
1. ↑  ”Om Japan på Finlands utrikesministeriums nätsidor”. Arkiverad från originalet den 5 juli 2017. https://web.archive.org/web/20170705061536/http://www.formin.finland.fi/Public/default.aspx?nodeid=17223&culture=sv-FI&contentlan=3. Läst 15 januari 2016.
2. ↑  ”Italy” (på engelska). World Statesmen. http://www.worldstatesmen.org/Italy.htm. Läst 31 juli 2015.
3. ↑  ”Finland” (på engelska). World Statesmen. http://www.worldstatesmen.org/Finland.html. Läst 7 november 2012.
4. ↑  ”Austria” (på engelska). World Statesmen. http://www.worldstatesmen.org/Austria.html. Läst 22 november 2012.